# طب التجديد
طب التجديد أو الطب التجديدي فرع من الأبحاث المختصة بترجمة هندسة الأنسجة وعلم الأحياء الجزيئي لاستعاضة وهندسة وتجديد خلايا وأنسجة وأعضاء البشر لجعلها تعمل بطريقة طبيعية. ويهدف هذا المجال لتنشيط آليات الإصلاح الذاتية للجسم، كي تبرئ ما لم يكن ممكنا بالوسائل المعروفة.

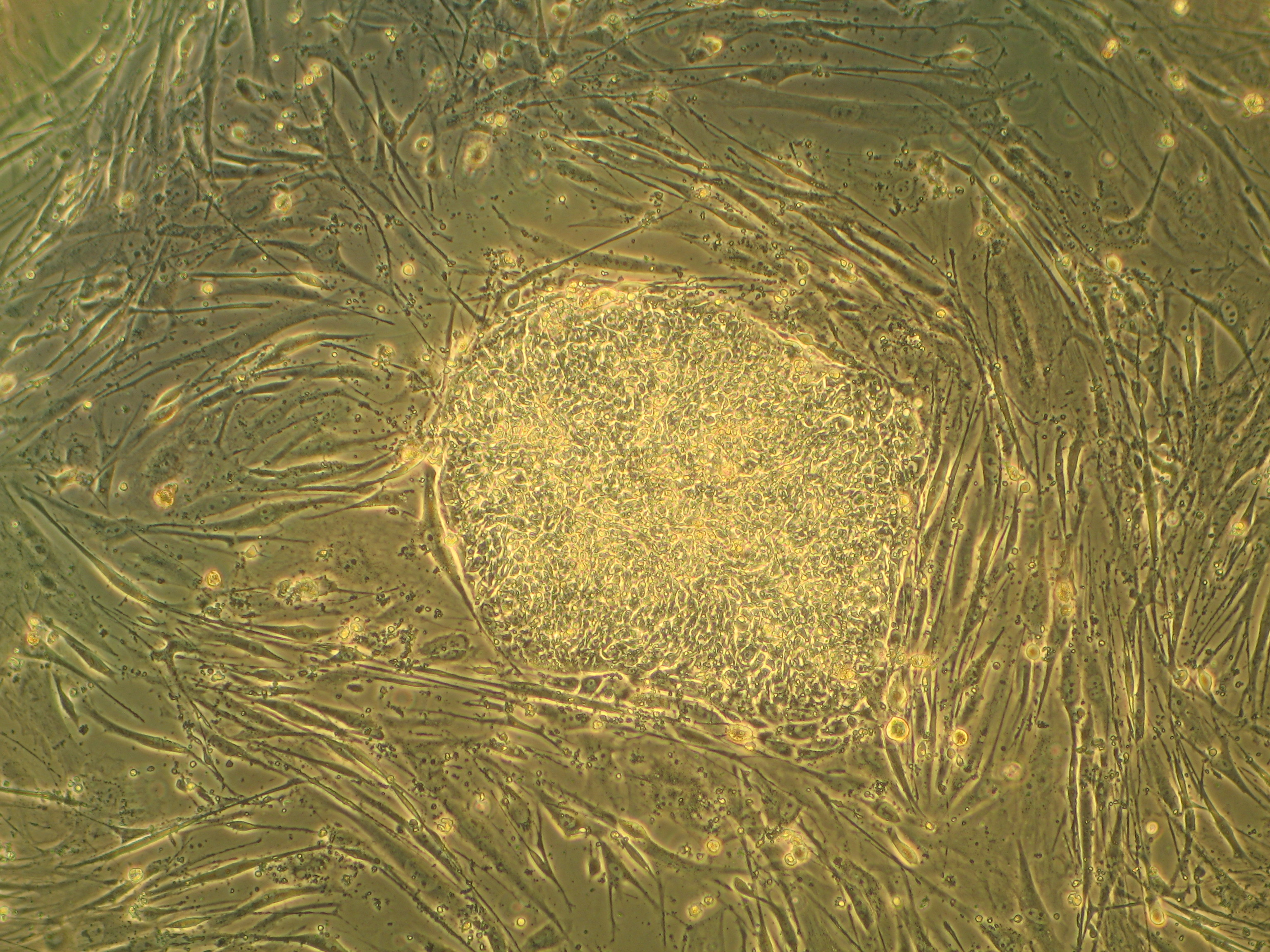
خلية بشرية جذعية

ويُمكّننا الطب التجديدي أيضا من إمكانية تنمية الأنسجة والأعضاء في المختبر وزرعها بأمان عندما لا يستطيع الجسم شفاء نفسه. ولو أن الخلايا المستجدة قد استمدت من أنسجة المريض نفسه أو خلاياه، سوف يتم حل مشكلة النقص في الأعضاء المتاحة للتبرع، ومشكلة الرفض في زرع الأعضاء لدى المريض.
ينسب إلى وليام هازيلتاين، مؤسس علوم الجينوم البشري، ، مصطلح «الطب التجديدي» الذي تم العثور عليه لأول مرة في مقالة لليلاند كايزر عام 1992 بشأن إدارة المستشفى. مقالة كايزر تختتم بسلسلة من فقرات قصيرة عن التقنيات المستقبلية التي من شأنها أن تؤثر في المستشفيات. واحدة من الفقرات كانت معنونة بمصطلح  الطب التجديدي  بالخط العريض وذكرت  هناك فرع جديد من الطب يتطور يحاول تغيير مسار الامراض المزمنة، وفي كثير من الحالات سوف يتم تجديد أجهزة الجسم المرهقة والتي فشلت في عملها الحيوي.
الطب التجديدي يشير إلى مجموعة من الأساليب الطبية للعلاجات السريرية التي قد تعتمد على استخدام الخلايا الجذعية. الأمثلة تشمل (1- حقن الخلايا الجذعية أو الخلايا الأم الأصلية التي تم الحصول عليها من خلال التمايز المباشر (العلاج بالخلايا) 2- تحريض تجديد الخلايا من خلال جزيئات نشطة بيولوجياً تُعطى وحدها أو إفرازات من قبل خلايا مغروسة (العلاج المناعى) 3- وزرع الأعضاء والأنسجة في المختبرات (هندسة الأنسجة).

## تاريخ هندسة الاعضاء
من 1995-,1998 أ.د مايكل د. ويست نظم وأدار البحوث بين شركة جيرون ومعاونيها الأكاديميين جيمس تومسون من جامعة ويسكونسن-ماديسون وجون جيرهارت من جامعة جونزهوبكنز،
والتي أدت إلى عزل أول خلية جذعية جنينية بشرية وخلايا جنينية بشرية منشئة.
الدكتور ستيفن بدايلاك، وهو أستاذ باحث في قسم الجراحة ومدير في هندسة الأنسجة في معهد مكجوان للطب التجديدي في جامعة بيتسبرغ، طورعملية كشط الخلايا من بطانة المثانة لحيوان الخنزير، نزع خلايا (إزالة الخلايا لترك هيكل الخلية نظيفة) الأنسجة ومن ثم جففها لتصبح ورقة أو مسحوق. وقد استخدم هذا المسحوق (نسيج الخلية الخارجي) لإنماء اصبع لي سبيفاك، الذي كان قد فقد نصف بوصة من إصبعه بعد ان علق داخل في مروحة نموذج طائرة. / / ]مشكوك فيها - مناقشة] ومن عام 2011،  يجرى استخدام هذه التكنولوجيا الجديدة من قبل الجيش على قدامى المحاربين في حروب الولايات المتحدة في ولاية تكساس، وكذلك لبعض المرضى المدنيين. لقبت هده التقنية ب «غبار الجني»، حيث أنه يتم استخدام نسيج الخلية الخارجي كمسحوق لتجديد الأنسجة المفقودة والتالفة الناتجة عن الإصابات المتعددة بنجاح.
في يونيو 2008، في مستشفى عيادة برشلونة، أستاذ باولو ماسكيارني وفريقه من جامعة برشلونة، قاموا بزرع أول نسيج مهندس للقصبة الهوائية حيت تم استخراج الخلايا الجذعية البالغة من نخاع عظام المريض، ونميت إلى عدد كبير من الخلايا، ونضجت إلى خلايا غضروفية، باستخدام أسلوب تكيفي وُضع أصلاً لعلاج الفصال العظمي (Osteoarthritis). ثم قام الفريق بزرع الخلايا الغضروفية التي نمت حديثا وكذلك الخلايا الطلائية إلى جزء من القصبة الهوائية منزوع الخلايا كان قد تم التبرع به من مريض مات من نزيف الدماف عن عمر 51 سنة. وبعد أربعة أيام من الزراعة، حل الطعم (graft) الغضروفي محل القصبات الهوائية الرئيسية اليسرى للمريض. بعد شهر واحد وعند أخذ خزعة من القصبة الهوائية اليسرى حدث نزيف، مشيرا إلى أن الأوعية الدموية قد نمت بالفعل مرة أخرى بنجاح.
في عام 2009 أطلقت مؤسسة SENS هدفها المعلن المتمثل ب "تطبيقات الطب التجديدي" - تعريف يتشمل إصلاح الخلايا والمواد خارج الخلية الحية في موقعها - للأمراض وإعاقات الشيخوخة." 
في عام 2012، قام أستاذ باولو ماسكيارني وفريقه بتحسينات إضافية على عملية الزرع التي أجروها في 2008 عن طريق زرع قصبة هوائية مصنعة مختبريا من خلايا المريض نفسه.
في 12 سبتمبر 2014، قام جراحون من معهد البحوث الطبية الحيوية ومستشفى الابتكار في كوبي، اليابان، بزراعة طبقة (بمساحة 1.3x3.0 ملليمتر) من الخلايا الطلائية الصبغية للشبكية، والتي كانت متباينة من الخلايا المحفزة من خلال التمايز [الإنجليزية] المباشر، إلى عين امرأة كبيرة في السن كانت تعاني من تنكس بقعي.
في ديسمبر 2014، قامت فورجن (Foregen)- وهي منظمة طبية متخصصة في تجديد وإعادة تنمية الغلاف المحيط برأس القضيب (طبقة الجلد foreskin) من الرجال المختونين- بأول تجربة لها على غلفة الحيوانات من أجل وضع طريقة لتطبيقه على الأنسجة البشرية.

## دم الحبل السري والطب التجديدي
إن خلايا الشخص الجذعية من دم الحبل السري يمكن غرسها بأمان داخل هذا الشخص «ذاته» دون أن يرفضها جهازه المناعي في الجسم - ولأن خلايا الحبل السري تمتاز بخصائص فريدة من نوعها مقارنة مع غيرها من مصادر الخلايا الجذعية - فهي محور الدراسة والبحوث في الطب التجددي.
وتُجرى غالبا العديد من الدراسات حول استخدام الخلايا الجذعية من دم الحبل السري في علاج بعض الحالات متل: إصابات الدماغ ومرض السكري من النوع الأول في الجنس البشري، ونحن الآن في المراحل المبكرة للبحث عن علاج السكتة الدماغية  ، وفقدان السمع  عن طريق الخلايا الجذعية من الحبل السري.
وتشير التقديرات الحالية إلى أن ما يقارب 1 من 3 مواطن أمريكي يمكن أن يستفيد من الطب التجديدي. وكما ذكرنا أن زراعة الخلاية الجذعية المأخوذة من الشخص لنفسه تمكننا من أن نتجنب خطر رفضها من جهاز المناعة داخل الجسم، لذلك الأطباء والباحثون يؤدون هذه العلاجات فقط للأطفال الذين يمتلكون دم من الحبل السري يحتوي على خلايا جذعية الخاصة بهم.
تجري البحوثات على دراسات استخدام الخلايا الجذعية من دم الحبل السري في تطبيقات الطب التجديدي التالية:

### داء السكري من النوع 1
تدار تجارب سريرية في جامعة فلوريدا تدرس كيفية ضخ خلايا الدم الجذعية الذاتية من الحبل السري في الأطفال الذين يعانون من مرض السكري من النوع 1 والتي ستؤثرعلى السيطرة على عملية الأيض مع مرور الوقت، بالمقارنة مع علاجات الأنسولين القياسية. وتبين النتائج الأولية أن ضخ الخلايا الجذعية من دم الحبل السري آمنة ويمكن أن توفر بعض التباطؤ في فقدان إنتاج الأنسولين لدى الأطفال المصابين بداء السكري من النوع 

### القلب والأوعية الدموية
الخلايا الجذعية الموجودة في دم الحبل السري لحديثي الولادة وتحمل وعودا كبيرة في إصلاح القلب والأوعية الدموية. البحوث تشير إلى العديد من الملاحظات الإيجابية في الدراسات الحيوانية قبل السريرية. حتى الآن. في النماذج الحيوانية التي تعاني من انسداد العضلة القلبية قد أظهرت الخلايا الجذعية لدم الحبل السري القدرة على الهجرة بشكل انتقائي لأنسجة القلب المصابة، وتعمل على تحسين وظائف الأوعية الدموية وتدفق الدم في موقع الإصابة، وتحسين وظيفة القلب بشكل عام.
في دراسة حديثة للمرحلة الأولى، تم استخدام خلايا عضلية محيطية ذاتية المنشأ، تم عزلها من خزعة من العضلة المتسعة الجانبية للفخذ. وبعد عزلها وزراعتها لتوسيعها، أُعيد حقن هذه الخلايا العضلية في منطقة عضلة القلب النخرية وغير القابلة للتوسع خلال وقت العملية الجراحية اللازمة لجراحة المجازة الجانبية اليسرى. أظهرت النتائج الأولية لهذه الدراسة جدوى هذه التقنية، مع قابلية الخلايا المزروعة للحياة واستعادة الوظيفة الانقباضية في المنطقة المطعمة. ومع ذلك، كان التأثير السلبي الرئيسي الذي لوحظ هو حدوث اضطرابات في الإيقاع لدى بعض المرضى، مما تطلب علاجًا إضافيًا. على الرغم من قيود هذه الدراسة في المرحلة الأولى، والتي لا يمكن أن تثبت فعالية هذه الطريقة، إلا أنها تمثل خطوة أولى مهمة في تقييم سلامة وجدوى هذا النهج. في ظل هذه الظروف، سيتم إجراء دراسة عشوائية متعددة المراكز ومزدوجة التعمية ومراقبة بالعلاج الوهمي في المرحلة الثانية في المستقبل القريب لإجراء مزيد من التقييم لفعالية العلاج بالخلايا في أمراض القلب.

### الجهاز العصبي المركزي
وقد قدمت الأبحاث أدلة مقنعة في النماذج الحيوانية أن الخلايا الجذعية لدم الحبل السري التي حقنت عن طريق الوريد لديها القدرة على الهجرة إلى المنطقة المصابة في الدماغ، والتخفيف من الأعراض الحركية ذات الصلة 
.أيضا، زرع الخلايا الجذعية لدم الحبل السري للأنسان في الحيوانات قد تحسن السلوك بعد السكتة الدماغية إلى حد كبير من خلال تحفيز خلق أوعية دموية جديدة وخلايا عصبية في الدماغ.
كما أن هذا البحث قدم للرواد في جامعة ديوك التأكيد والتثبيت من تقييم أثر ضخ دم الحبل السري ذاتي في الأطفال المصابين أشكال الشلل الدماغي وغيرها من إصابات الدماغ. قامت هذه الدراسة بفحص ما إذا كان ضخ الحبل الخلايا الجذعية الدموية الخاصة للطفل يسهل إصلاح أنسجة المخ التالفة في العديد من المصابين بالشلل الدماغي. وحتى الآن، قد شارك أكثر من 100 طفل في علاج تجريبي –وهم يظهرون تقدما جيدا حتى الآن.
و كان تقرير آخرقد نشر نتائج مشجعة في اثنين من الأطفال الصغار المصابين بالشلل الدماغي حيث تم الجمع بين الخلايا الجذعية من دم الحبل السري مع G-CSF.
كما تظهر هذه الدراسات السريرية وما قبل السريرية، أن الخلايا الجذعية لدم الحبل السري محتمل أن تكون موردا هاماً للطب الذي يتقدم نحو تسخير خلايا الجسم نفسه في العلاج. ومن المتوقع أن يستفيد مجال البحث التجديدي من الاستخدام المتزايد للخلايا الجذعية في العديد من التطبقات والأبحاث وازدياد عدد الناس القادرين على الحصول على دم الحبل السري الخاص بهم.
في 17 مايو 2012، أعلنت أوزوريس للتداوي أن المنظمين في الصحة الكندية وافقت على Prochymal، وهو دواء للحد من رفض العائل (host) للطعم (graft [الإنجليزية]) في الأطفال الذين فشلوا في الاستجابة للعلاج بالستيرويد. Prochymal هو أول دواء خلايا جذعية موافق عليه في أي مكان في العالم للأمراض الجهازية. قد يؤدي رفض جهاز مناعة المريض للخلايا المزروعة جراحيا إلى مضاعفات قاتلة ناتجة عن زرع نخاع العظام، أو أي خلايا جديدة تم ادخالها إلى جسم المريض.

### القرص بين الفقرات
أظهرت العديد من الدراسات ما قبل السريرية الفعالية المحتملة للخلايا التجددية مثل خلايا النواة اللبية والخلايا البالغة والخلايا الجذعية الوسيطة غير المتمايزة في تخليق المصفوفة الغضروفية خارج الخلية. وقد أظهرت التجارب السريرية أيضاً نتائج مشجعة، بما في ذلك تحسن في الأعراض واستعادة جزئية لترطيب القرص بين الفقرات. ومع ذلك، فقد وجدت الدراسات تباينات في النتائج، حيث أظهر بعضها تحسناً ملحوظاً بينما لم تظهر نتائج أخرى. على سبيل المثال، أظهرت دراسة باستخدام خلايا النواة اللبية ذاتية المنشأ استعادة إشارات التصوير بالرنين المغناطيسي التي تعكس الحالة الرطبة لأنسجة القرص وانخفاضاً في الألم لدى حوالي 60 مريضاً بعد عامين، بينما لم تُظهر دراسة باستخدام الخلايا الجذعية الوسيطة غير المتمايزة أي تحسن ملحوظ في أعراض الألم لدى 10 مرضى. بالإضافة إلى ذلك، أظهرت الدراسات التي أجريت باستخدام نخاع العظم الذاتي تحسناً ملحوظاً في الألم لدى المرضى، بالإضافة إلى استعادة جزئية لترطيب القرص بين الفقرات، لكن قلة عدد المرضى في هذه الدراسات يعني أنه لا يمكن استخلاص استنتاجات نهائية حول فعالية العلاجات. هناك حاجة إلى إجراء المزيد من الدراسات، بما في ذلك تلك التي تستخدم الخلايا الغضروفية في علاج 15 مريضاً، لتعزيز هذه النتائج السريرية الأولية وتحديد الاستراتيجية العلاجية الأكثر فعالية.